# 시분할 시스템
시분할 시스템(時分割 system, 영어: time-sharing)은 컴퓨터를 대화식으로 사용하려는 시도에서 탄생하였다. 시분할 운영 체제는 CPU 스케줄링과 다중 프로그래밍을 이용해서 각 사용자들에게 컴퓨터 자원을 시간적으로 분할하여 사용할 수 있게 해 준다. 출력이 사용자에게 표시되고 입력을 키보드에서 읽어들이는 대화식 인터페이스를 제공할 수 있다. 대화식 입출력 속도는 보통 사람들의 처리속도와 같으므로 종료할 때까지 오랜 시간이 걸린다. 예를 들면, 입력은 타이핑 속도에 의해 제약을 받는데 사람에게는 1초에 5문자를 치는 것이 빠른 편이지만 컴퓨터 입장에서는 아주 느린 것이다. 이러한 경우 운영 체제는 CPU를 그냥 쉬게 하지 않고 다른 사용자의 프로그램을 수행하도록 전환시킨다.
시분할 운영 체제는 많은 사용자들이 컴퓨터를 공유하도록 한다. 시스템은 한 사용자에서 다음 사용자로 빠르게 전환함으로써 각 사용자에게 자신만이 컴퓨터를 사용하고 있는 것과 같은 착각을 주지만, 실제로는 여러 사용자가 하나의 컴퓨터를 공유하여 사용하고 있는 것이다.
시분할 시스템의 아이디어는 1960년에 시연되었지만, 구축이 어렵고 비쌌기 때문에 1970년대 초까지 보편화되지 못했다. 그러나 오늘날 대부분의 시스템은 시분할 시스템이다.

## 같이 보기
- 일괄 처리
- 분산 컴퓨팅
- 실시간 시스템